# Шёнебергер, Барбара
Барбара Шёнебергер (нем. Barbara Schöneberger; род. 1974) — немецкая телеведущая, актриса и певица.
Барбара Шёнебергер родилась 5 марта 1974 года в городе Мюнхене; единственный ребенок в семье музыканта-кларнетиста Ганса Шёнебергера и его жены Аннемари. Изучала социологию и историю искусств в Аугсбурге.
С 1999 года Барбара Шёнебергер вела ряд передач на немецком телевидении, в числе которых были «Die Schöneberger Show» и «Blondes Gift», за что была номинирована на премию «Grimme-Preis». Она также принимала участие в съемках нескольких телевизионных фильмов и участвовала в церемонии награждения «Echo Music Prize» в 2009 году.

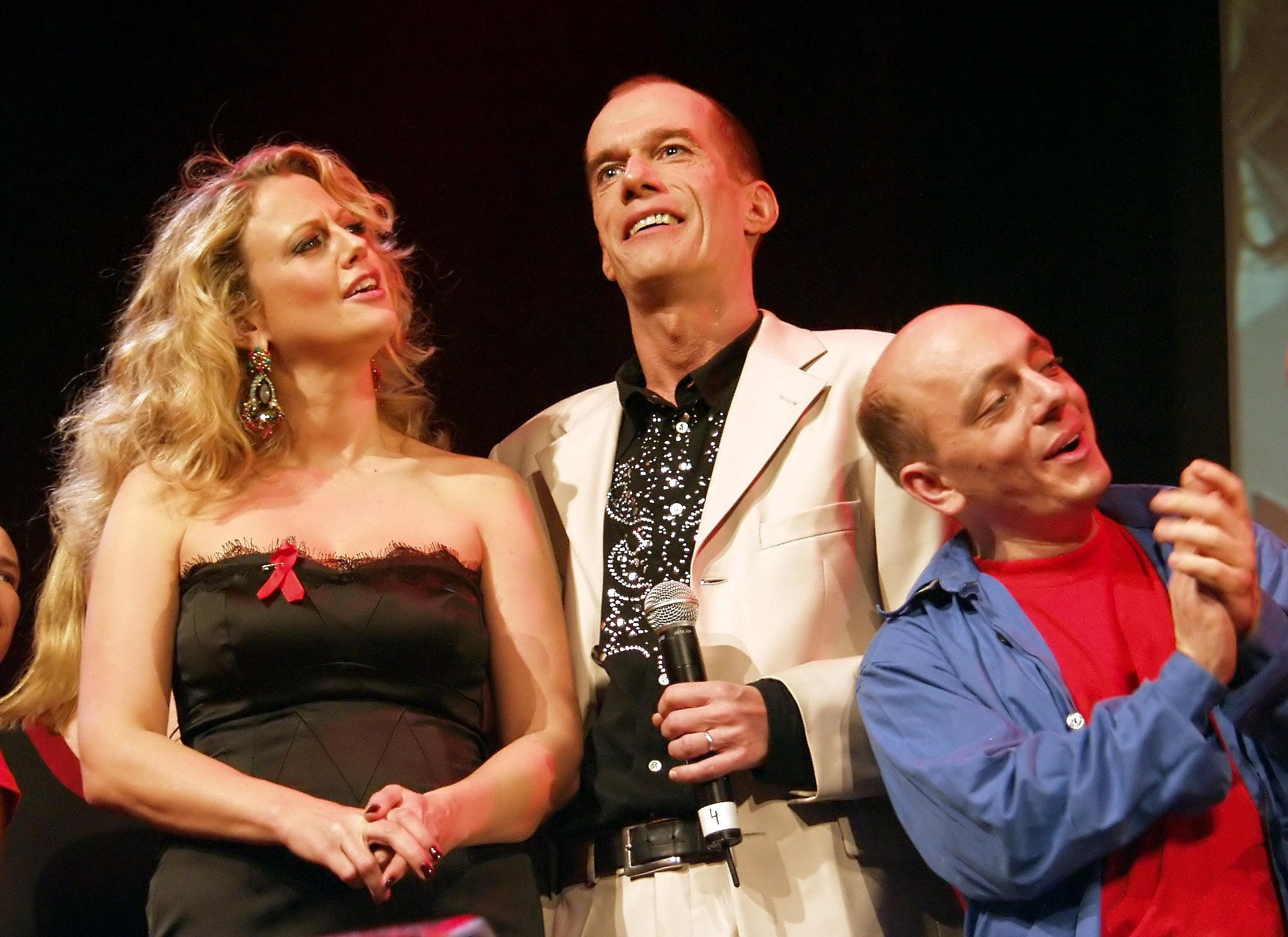
Благотворительный концерт «Cover me»

Шёнебергер была глашатаем Германии на конкурсе песни Евровидение 2015, проходившем в Вене, и на конкурсе в 2016 году, который проходил в Стокгольме. В мае 2017 года она снова объявляла баллы страны в финале Евровидения, на этот раз в Киеве, в 2018 на Евровидении 2018, который состоялся в городе Лиссабоне.
В 2007 году Барбара Шёнебергер представила свой первый студийный альбом «Jetzt singt sie auch noch!», а в 2009 году вышел её второй альбом «Nochmal, nur anders». В 2014 году она совершила свой первый музыкальный тур который проходил по городам Германии.
В настоящее время Барбара Шёнебергер проживает в городе Берлине со своим вторым мужем Максимилианом фон Ширштедтом; имеет сына и дочь.